# Андрія Маурович
Андрія Маурович (хорв. Andrija Maurović; 29 березня 1901 року — 2 вересня 1981 року) — відомий автор коміксів, якого називають батьком хорватських та югославських коміксів. Відомий завдяки своїй серії «Старий Міккі, старий кіт», яка публікувалась протягом 30-х років.

## Біографія
Маурович народився в селі Муо (частина Котора) в Бока-Которській на території сучасної Чорногорії (на той час в Австро-Угорщині) від батька словенця та матері-хорватки з Боки Которської (нині в Чорногорії). Після короткого перебування в Кракові, Польща, він переїхав з родиною до сусіднього міста Дубровник, де відвідував початкову та середню школу.
За рекомендацією письменника Іво Войновича він вступив до Академії мистецтв у Загребі. Незабаром у нього виникли конфлікти щодо норм і правил, оскільки академія забороняла студентам працювати під час навчання. Тоді ж він почав ілюструвати книги, щотижневі та щоденні газети, а також працював у графічних установах. Будучи одним із найкращих студентів, особливо з малювання, він залишив навчання у перший навчальний рік. Будучи надзвичайно зайнятим роботою, яка йому подобалася, він несерйозно сприймав свої академічні проблеми. Працюючи над ілюстраціями, карикатурами, плакатами і графічним дизайном. Наприкінці свого життя Маурович «кинув працювати над загальнолюдськими коміксами і звернувся до аскетичного способу життя, який виключав розкіш проточної води та електрики, малюючи величезні олійні картини з апокаліптичними мотивами».
Значна частина його робіт була серіалізована. Він використовує  реалістичний, грубий стиль,   чорно-білі контрасти та динамічний потік завдяки використанню перспектив.

## Творча діяльність
У 1935 році він створив свій перший комікс « Віреніка Мача», який був опублікований в загребській газеті «Новини». Того ж року Маурович створив спільний запуск Oko, першого югославського журналу коміксів.
Маурович співпрацював з багатьма видатними хорватськими письменниками та сценарістами, такими як Франхо Фуїс. Він також створював свої ілюстрації на основі літературних творів класичних світових письменників таких як Алекс Толстой, Зейн Грей, Август Шеноа, Джек Лондон, Б. Трейвен, Макс Бренд та Х. Г. Уеллс.
Маурович був визнаний успішним дизайнером плакатів у рамках виробництва соцреалізму в той час, коли пропаганда плакатів була набагато важливішою, ніж сьогодні. Він був живописцем морських пейзажів та апокаліптичних сцен, карикатуристом, ілюстратором, проповідником та автором коміксів. Маурович опублікував серію малюнків, натякаючи на позашлюбні та подружні стосунки. Він прожив власне життя і створив безліч вражаючих героїв коміксів та особистостей.
Перебуваючи у всіх світових енциклопедіях та публікаціях про комікси, він завоював своє чільне місце в мистецтві світового коміксу. Отримав численні нагороди та премії, а репутація, яку він досяг, порівнянна з досягненнями та славою найбільших імен та творців мультфільмів у світі.
У 1960-х роках у майстерні майстра Якоповича в Загребі була створена та виготовлена перероблена версія шахівників із Дубровника, встановлена Андрією Мауровичем. Найбільш очевидні зміни в дизайні можна спостерігати у лицарів із спрощеним різьбленням, і королеви мали лише п'ять вирізів у короні, на відміну від початкових одинадцяти.
Свою найвідомішу серію Маурович розпочав навколо однойменного персонажа Старий Том-кіт у 1937 році. Серіал разом із героями був створений у співпраці з журналістом Франжо Фуїсом, який ненавидів екранізації, замість цього вибравши оригінальний серіал. Персонаж «Старий Мачак» був вперше представлений у Господарі Златних Брегових (Господар Золотих пагорбів, січень 1937 р.) як літній мандрівник, який втратив спогади після трагічної аварії. Спочатку твір було серіалізовано в журналі «Новости», а згодом у журналі коміксів «Міккі Стріп» під назвою Crni Jahač (Dark Rider, 1938). Він не типовий західний герой, оскільки Маурович шукав натхнення у своїх щоденних знайомих.

## Комікси
Дослідники коміксів Здравко Зупан та Славко Драгінчич хвалили Мауровича за його майстерну здатність розвивати візуальну динаміку, з особливим акцентом на чорно-білому контрасті.
Маурович ігнорував світові тенденції коміксу в 30-х роках, створюючи свій власний виразний стиль і використовуючи велику кількість тем для свого опусу. Це передбачало як використання однотонного сфумато, так і гру з перспективами та сценами. Саме з цих причин його, як правило, вважають батьком коміксів та ілюстрацій на територіях колишньої Югославії та найпопулярнішим його автором.
Горан Суджука похваливши його як «справді унікальну фігуру в усій комічній галузі, не лише в Хорватії» Клуб коміксів у Которі носить його ім'я.
Починаючи зі свого першого коміксу « Наречена меча» в 1935 році, за відносно короткий час (1935—1940) він намалював велику кількість коміксів, серед яких:
- Імператриця Нідерландів
- Господиня з Марса (за Алексом Толстим)
- Три чоловіки в темряві (за Максом Брендом)
- Сьома жертва (після Макса Бренда)
- Чорний вершник
- Корабель чуми
- Господар Золотих пагорбів
- Привид зелених боліт
- З вогнем і мечем (за Генріком Сенкевичем)
- Золото золота (Zlatarevo zlato), за мотивами літературної творчості Августа Шеноа
- Золото (за Джеком Лондоном)
- Гунка Дас (за Редьярдом Кіплінгом)

На час Другої світової війни його малюнки:
- Могила в тропічному лісі
- Велике переселення хорватів
- Князь Радослав
- Ахура Мазда на Нілі (за Георгом Еберсом)
- Золотий острів (за Робертом Луїсом Стівенсоном)
- Томіслав

а після війни:
- Мексиканець(за Джеком Лондоном)
- Облога
- The Lone Star Rider (після Зейна Грея)
- Вершники Пурпурного Мудреця (за Зейном Грей)
- Угломі, господар печери (за Х. Г. Уеллсом)
- Перлина зла
- Дівчина з Сьєрри
- Повернення старого Тома-кота
- Старий Том-кіт
- Відьма з Гріча (за Марією Юрич Загорка)
- Заберіть руки від Сен, за мотивами літературної творчості Августа Шеноа